# Медвідський Богдан Костянтинович
Богда́н Костянти́нович Медві́дський — український філолог, фольклорист, етнограф, 1977 — доктор філософії, 1991 — професор.

## Життєпис
У 1963 році закінчив Оттавський університет. Протягом 1965—1969 років працював на факультеті слов'янських мов та літератур Торонтського університету, викладав російську мову, 1969—1971 — в Карлтонському університеті, перейшов на україністику, з 1971-го — професор Альбертського університету.
Входить до складу асоціації канадської фольклористів, канадської асоціації славістів (Canadian Association of Slavists), Американського фольклорного товариства, Асоціації канадських етнічних досліджень, Канадського відділення НТШ.
Захистив докторську роботу на дослідженні мови новел Василя Стефаника. Сферою наукових інтересів є вивчення фольклору, етнографії та народного мистецтва українців Канади.
Є співавтором кількох ряду англомовних праць, зокрема
- «Хрестоматія з українського фольклору: Фольклорні оповіді і короткі усні оповідки» (1979),
- «Пісні мого народу» (1991).

Вийшли друком «Збирання і вивчення українського фольклору в Канаді», «Народна творчість та етнографія», 1991, «Нариси з українсько-канадської фольклористики».
Його стараннями в Альбертському університеті створено кафедру української культури та етнографії, єдина така кафедра в світі.
В тому ж університеті започаткував світового рівня дослідницьку роботу та документування традицій й історії канадських українців.
При Альбертському університеті діє Архів українського фольклору Богдана Медвідського (Bohdan Medwidsky Ukrainian Folklore Archives, University of Alberta).
Займається пожертвами на потреби української громади.
Був головою та членом управи в багатьох провінційних й федеральних українських громадських організаціях.
Серед його вихованців — директор Центру українського та канадського фольклору імені Петра та Дорис Кулів при Альбертському університеті, доктор Андрій Нагачевський.